# سعیدکولوو (شهرستان کوگارچینسکی، باشقیرستان)
سعیدکولوو (انگلیسی: Saitkulovo, Kugarchinsky District, Republic of Bashkortostan) یک شهرک در شهرستان کوگارچینسکی جمهوری باشقیرستان در کشور روسیه است.